# Lucius Cornelius Cinna
Lucius Cornelius Cinna (? – Brundisium, Kr. e. 84) néppárti római politikus. A patricius származású Cornelia gens tagja volt. Családja és élete alig ismert, hasonló nevű apja Kr. e. 127-ben consul volt.

## Életpályája
Az itáliai szövetségesháborúban praetori rangú legatusként szolgált. Miután Sulla Kr. e. 88-ban elfoglalta Rómát Mariustól, belenyugodott Cinna consullá választásába azzal a feltétellel, hogy az megesküdött: nem forgatja fel azt a berendezkedést, amit visszatérve kialakított. Ehhez képest Kr. e. 87-es távozása után Cinna azonnal szembeszállt a sullai optimata fölényű állammal, és erős néppárti tömörülést épített ki a nemrég 35 tribusba besorolt hajdani szövetségesekre támaszkodva.
Bár a VI. Mithridatész pontoszi uralkodó ellen hadakozó Sulla és hadserege távol volt, és Cinna konzervatív consultársa, Cnaeus Octavius sem volt kifejezetten energikus ellenfél, a Marius híján meggyengült néppártot sikerült legyőznie az optimatáknak mind a senatusban, mind a forumon. Az itteni összecsapás után Cinna elmenekült Rómából, a senatorok pedig teljesen szabálytalanul megfosztották hivatalától, pótlására Lucius Cornelius Merulát jelölték ki.
Cinna azonnal fellázította a vidéket, és az afrikai száműzetésből hazatért Marius rabszolgaseregével kialakított tengeri blokádjával párhuzamosan a szárazföldről vette körül Rómát. A gabonaszállítmányok elmaradása miatt kiéheztetett főváros hamarosan kapitulált. Cinna és Marius fogadta a senatus követeit, akik visszahívták őket, kérve jóindulatukat. A consulként bevonuló politikus még tűrtőztette magát, de a számos megaláztatáson átesett, bosszúvágyó hadvezér véres mészárlást indított el, amihez Cinna is csatlakozott. Számos jeles konzervatív személyiség esett a tisztogatás áldozatául, köztük például Lucius Licinius Crassus, Quintus Lutatius Catulus és Marcus Antonius Orator.
Cinnát ezt követően minden évben consullá választották. Kr. e. 86-ban első társa az agg, és még hivatali évének elején elhunyt Marius lett, akit Lucius Valerius Flaccus váltott. Ez utóbbi Sulla után indult keletre, de egy lázadás során életét vesztette, utóda, Caius Flavius Fimbria pedig pontosziak felett aratott győzelmei ellenére elbukott Sullával szemben.
Kr. e. 85-ben és Kr. e. 84-ben Cinna társa Cnaeus Papirius Carbo lett. Sulla vészesen közelgett Itália felé, a néppártiak pedig megpróbálták még az Adriai-tenger túlpartján megállítani. Cinna sereget toborzott, melynek felét behajóztatta Brundisiumban. Amikor azonban a hátramaradó legiókat is útnak akarta indítani Liburnia felé, azok fellázadtak, és a lecsillapításukra érkezett hadvezért levágták.
Cinna látszólag volt nagy formátumú politikus, ám mind ilyen minőségben, mind hadvezérként nála tehetségesebb és határozottabb egyéniségekre – Sertoriusra, Mariusra, Carbóra – volt szüksége, hogy eredményt érhessen el. Halálát is saját képességeinek túlbecsülése okozta.
Cinna lánya, Cornelia a fiatal arisztokrata, Caius Julius Caesar felesége volt. Cinna fia, az ifjabb Cinna később mégis a magasra jutó sógora ellen konspirált.